# Khondab (Verwaltungsbezirk)
Khondab (persisch شهرستان خنداب) ist ein Schahrestan in der Provinz Markazi im Iran. Er enthält die Stadt Khondab, welche die Hauptstadt des Verwaltungsbezirks ist. 

## Kreise
- Zentral

## Demografie
Bei der Volkszählung 2016 betrug die Einwohnerzahl des Schahrestan 54.018. Die Alphabetisierung lag bei 78 Prozent der Bevölkerung. Knapp 24 Prozent der Bevölkerung lebten in urbanen Regionen.
| Zensusjahr | Einwohnerzahl |
| ---------- | ------------- |
| 2011       | 58.262        |
| 2016       | 54.018        |